# اوتویدبریه
شهر اوتویدبریه (به سوئدی: Åtvidaberg) در ناحیه شهری اوتویدبریه در کشور سوئد واقع شده‌است. جمعیت این شهر ۱۲۷۵٫۰۱  نفر است.